# بيتر هاريس (رجل أعمال)
بيتر هاريس (بالإنجليزية: Angus Harris)‏ هو شخصية أعمال أسترالي، ولد في 1977 في سيدني في أستراليا.